# Alan Davis

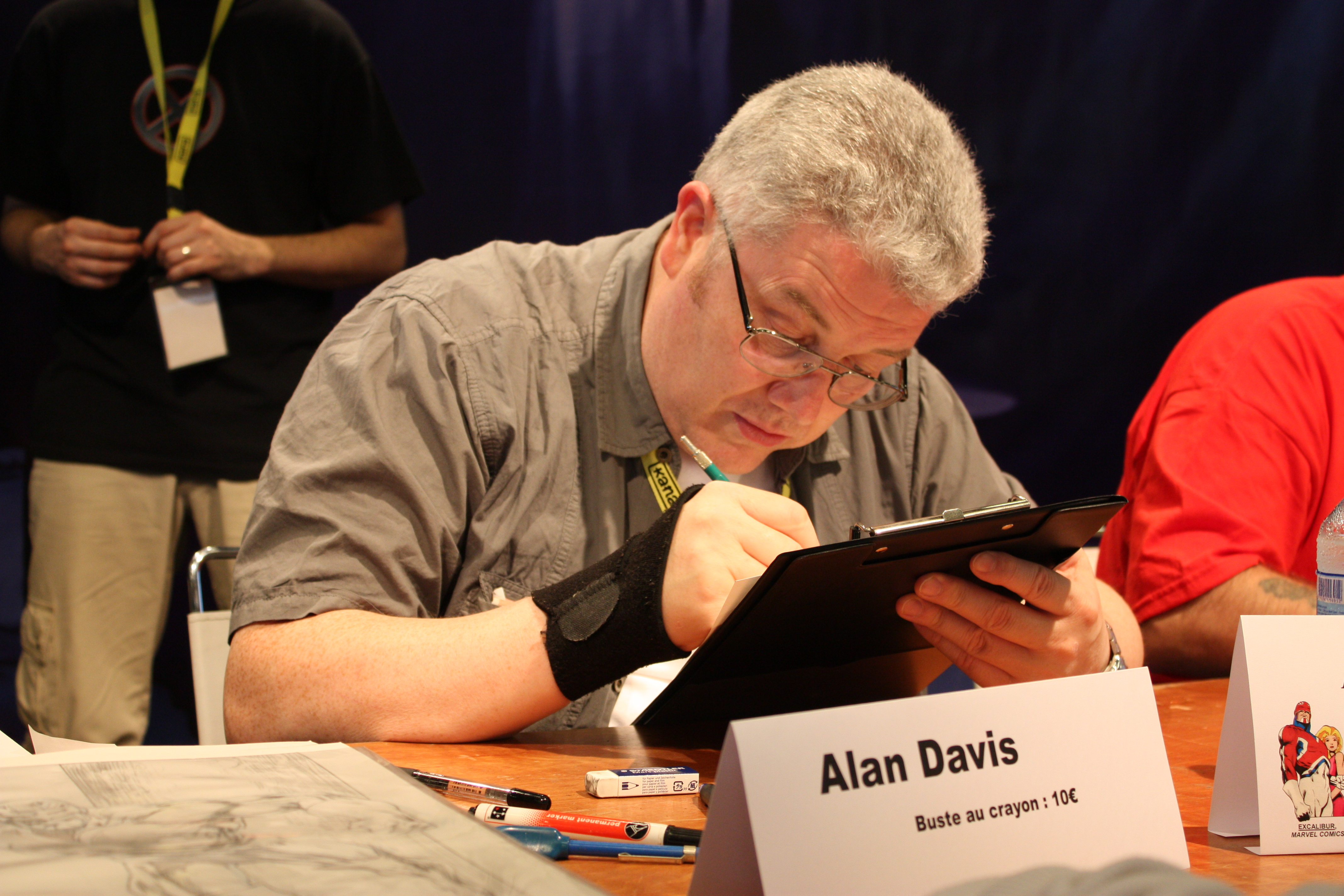
Alan Davis

Alan Davis (nacido en 1956) es un guionista y dibujante de comic books británico, conocido principalmente por su trabajo en las series de mutantes de Marvel Comics, en Batman y en Miracleman; así como multitud de portadas para otras series. 
Posee un trazo fino, limpio, elegante y dinámico, y una claridad narrativa envidiable. A destacar su calidad como narrador, su elegancia y atención al detalle, así como la perfección física de sus personajes, y lo imaginativo de sus escenarios e historias. Sus entintadores habituales son Mark Farmer y Paul Neary. 

## Biografía

### Reino Unido
Davis empezó su carrera en un fanzine inglés. Su primer trabajo profesional fue una tira titulada The Crusader en Frantic Magazine para el relanzamiento por Dez Skinn de la línea Marvel UK.
Su gran oportunidad llegó en 1981, dibujando al renovado Capitán Britania en The Mighty World of Marvel, con guiones de Dave Thorpe, Alan Moore y Jamie Delano. Curiosamente, ignorando Davis por entonces que los dibujantes profesionales dibujaban a tamaños más grandes que los de la página impresa, Davis dibujó esta obra al mismo tamaño de la publicación.
El trabajo de Davis se hizo rápidamente popular, pero tuvo un éxito aún mayor cuando Alan Moore se hizo cargo de los guiones. Ambos llegaron entonces a su madurez profesional y formaron un equipo muy integrado, creando además a D.R. and Quinch para 2000 AD. Más tarde, Davis sustituyó a Garry Leach en Marvelman (reeditado en otros países luego como Miracleman) para Warrior, trabajando así de nuevo con Moore. También dibujó la historia Harry Twenty on the High Rock para 2000AD.
Davis rompió relaciones con Moore debido a diferencias creativas sobre Marvelman. Tampoco estaban de acuerdo sobre si sus historias del Capitán Britania debía ser reeditado por Marvel en Estados Unidos.
Dibujó 14 números de la serie mensual Captain Britain, que serían más tarde reeditadas en tomo.

### Estados Unidos
En 1985, Davis fue contratado por DC Comics para dibujar Batman y los Outsiders, con guiones de Mike W. Barr y tinta de su compatriota Paul Neary. Su trabajo fue lo bastante popular para que le encargaran en 1986 también el dibujo de la colección principal de Batman, Detective Comics, de nuevo con Barr de guionista. Durante la saga "Batman: Año Dos", Davis abandonó por desavenencias con su editor, siendo finalmente Todd McFarlane quien haría la otra mitad de la historia.
Así, en 1987 pasa a Marvel Comics. Allí forma un eficaz equipo creativo con el guionista Chris Claremont y, tras dos annuals de los Nuevos Mutantes y tres exitosos números de Uncanny X-Men, lanzan la nueva serie Excalibur, uno de los títulos más aclamados de los años 1980s. La colección estaba protagonizadada por un grupo de mutantes radicado en Londres, compuesto por el Capitán Britania y su novia Meggan, así como por los exmiembros de los X-Men Kitty Pryde, Rondador Nocturno, y Rachel Summers. Buena parte de las historias trataban sobre viajes a otras dimensiones, apareciendo personajes tanto de la rama inglesa de Marvel (como la Tecnored, creada por Alan Moore), como de las historias de mutantes creadas por Claremont. Las historias fueron entintadas primero por Paul Neary y, más adelante, Mark Farmer; con el tiempo, la mayoría de los trabajos de Davis serían entintados por uno de los dos.
Davis dejó la serie en el número 24, para volver en el número 42, esta vez también como guionista. En esta segunda etapa presentó a una serie de nuevos personajes, como Feron, Cereza (cómics), Micromax y Kylun, en una serie de historias en las que cerraba con acierto tramas pendientes, en algunos casos, desde el primer número de la serie.
En 1994, Davis confirmó su calidad como guionista al crear una nueva serie, ClanDestine, que presentaba a un grupo atípico de superhéroes a su pesar, unidos por lazos familiares. La serie fue pensada originalmente para la Marvel inglesa, pero el cierre de esa rama editorial forzó su publicación americana; finalmente, las presiones editoriales para que Davis mezclara más la serie con las populares series mutantes hicieron que Davis la abandonara en el número 8, desplomándose a continuación las ventas hasta su cierre en el número 12. Algún tiempo después, Davis haría una serie limitada que se enfrentaban sus protagonistas a los X-Men, y en la que aprovechaba para establecer que los números 9 al 12 habían sido una mera pesadilla de uno de los personajes. Está previsto que en 2007 aparezca una nueva serie regular sobre estos personajes, de nuevo en manos de Davis.
Durante los años 1990, Davis dibujó la mayoría de los principales personajes y títulos de Marvel y DC, destacando su trabajo en JLA: The Nail o Vengadores. Guionizó durante un tiempo las dos colecciones de los X-Men en 1999, dibujando "X-Men"; pero lo dejó al año siguiente. A partir de octubre de 2002, hizo el guion y dibujo de la serie limitada Killraven, que recontaba la historia de un popular personaje de ciencia ficción de los años 1970s. Más tarde, se hizo cargo por un tiempo del dibujo de Uncanny X-Men, con guiones de Claremont (serie que había rechazado varias veces en el pasado, por no considerarse preparado). 
En 2006, realizó el guion y el dibujo de la serie limitada de 6 números 4 Fantásticos: El Fin para Marvel. Ese mismo año, asistió como invitado a las XI Jornadas de Cómic de Avilés.

## Premios
- Premio Eisner al mejor equipo artístico en 1989 para Alan Davis y Paul Neary por su trabajo en Excalibur.

## Obras
- Capitán Britania
  - Marvel Superheroes # 377-388 (Marvel UK, 1981-82), en España editadospor Planeta en el tomo Archivos X-Men: Capitán Britania y en el tomo Capitán Britania de Panini (solo los #387 y 388).
  - The Daredevils #1-11 (Marvel UK, 1983), en España editados en el tomo Archivos x-men: Capitán Britaina y el de Panini.
  - Mighty World of Marvel #7-16 (Marvel UK, 1983-1984), en España editados por Planeta En el Archivos X-Men y Panini en la colleccion Best of Marvel (solo los #7-13). Planeta editó también los #14-16 en el tomo prestigio Forum #19.
  - Captain Britain #1-14 (Marvel UK, 1985-1986), en España editados por Planeta en los tomos prestigio Forum #19-21,23.
- Harry Twenty on the High Rock (in 2000 AD # 287-307, Fleetway, 1982-83)
- Marvelman (in Warrior # 4, 9-10 & 13-16, Quality Comics, 1982-83)
- Time Tiwsters (D.R. & Quinch)(in 2000 AD # 317, 1983)
- D.R. & Quinch (in 2000 AD # 350-359 & 363-367, 1984)
- Batman and the Outsiders #20-36 (DC Comics, 1985-86)
- Judge Dredd (en 2000 AD # 585, 1988)
- New Mutants Annual #2-3 (1986-1987)
- Detective Comics #569-575 (DC Comics, 1986-1987)
- Uncanny X-Men #213 & 215 (Marvel Comics, 1987)
- Uncanny X-Men Annual #11, 1996 (Marvel Comics, 1987, 1996)
- Excalibur Special Edition (Marvel Comics, 1987)
- Excalibur vol. 1 #1-5, 9, 12-17, 23-24, 42-52, 54-58, 61-67 (Marvel Comics, 1988-1993)
- Wolverine: Bloodlust (novela gráfica, Marvel Comics, 1990)
- Batman: Full Circle (novela gráfica, DC Comics, 1991)
- The ClanDestine #1-8 (Marvel Comics, 1994)
- X-Men/ClanDestine #1-2 (Marvel Comics, 1996)
- JLA: The Nail #1-3 (DC Comics, 1998)
- Legion of Superheroes #100 & Annual 5 (DC Comics, 1998)
- Fantastic Four vol. 3, #1-3 (Marvel Comics, 1998)
- Uncanny X-Men #360-380 (solo guiones, Marvel Comics, 1999-2000)
- X-Men #85-99 (#91-92 95 & 99 solo guiones, Marvel Comics, 1999-2000)
- X-Men Annual 1999 (writer, Marvel Comics)
- Superboy's Legion #1-2 (DC Comics, 2001)
- Avengers vol. 3 #38-43 & 63 (Marvel Comics, 2001-2003)
- Spider-Man: The Official Movie Adaptation (Marvel Comics, 2002)
- Killraven #1-6 (Marvel Comics, 2002)
- JLA: Another Nail #1-3 (DC Comics, 2004)
- Uncanny X-Men #444-463 (Marvel Comics, 2004)